# Sylvain Marcaillou
Sylvain Marcaillou (Toulouse, 8 de febrero de 1911-Toulouse, 28 de septiembre de 2007) fue un ciclista francés que fue profesional entre 1931 y 1943. En estos años consiguió 11 victorias, todas ellas menores, pero consiguió finalizar dos veces el Tour de Francia entre los diez primeros clasificados.

## Palmarés
1936
- 1 etapa de la París-Saint-Étienne

1938
- París-Angers
- 2º en el Campeonato de Francia en Ruta

1939
- París-Rennes

## Resultados en las grandes vueltas
| Carrera         | 1932 | 1933 | 1934 | 1935 | 1936 | 1937 | 1938 | 1939 | 1940 | 1941 | 1942 | 1943 | 1944 | 1945 |
| --------------- | ---- | ---- | ---- | ---- | ---- | ---- | ---- | ---- | ---- | ---- | ---- | ---- | ---- | ---- |
| Giro de Italia  | -    | -    | -    | -    | -    | -    | -    | -    | -    | -    | -    | -    | -    | -    |
| Tour de Francia | -    | -    | 34º  | -    | 12º  | 5º   | Ab.  | 6º   | -    | -    | -    | -    | -    | -    |
| Vuelta a España | -    | -    | -    | -    | -    | -    | -    | -    | -    | -    | -    | -    | -    | -    |
| Mundial en Ruta | -    | -    | -    | -    | -    | -    | Ab.  | -    | -    | -    | -    | -    | -    | -    |

-: no participa

Ab.: abandono